# Trigonum vesicae

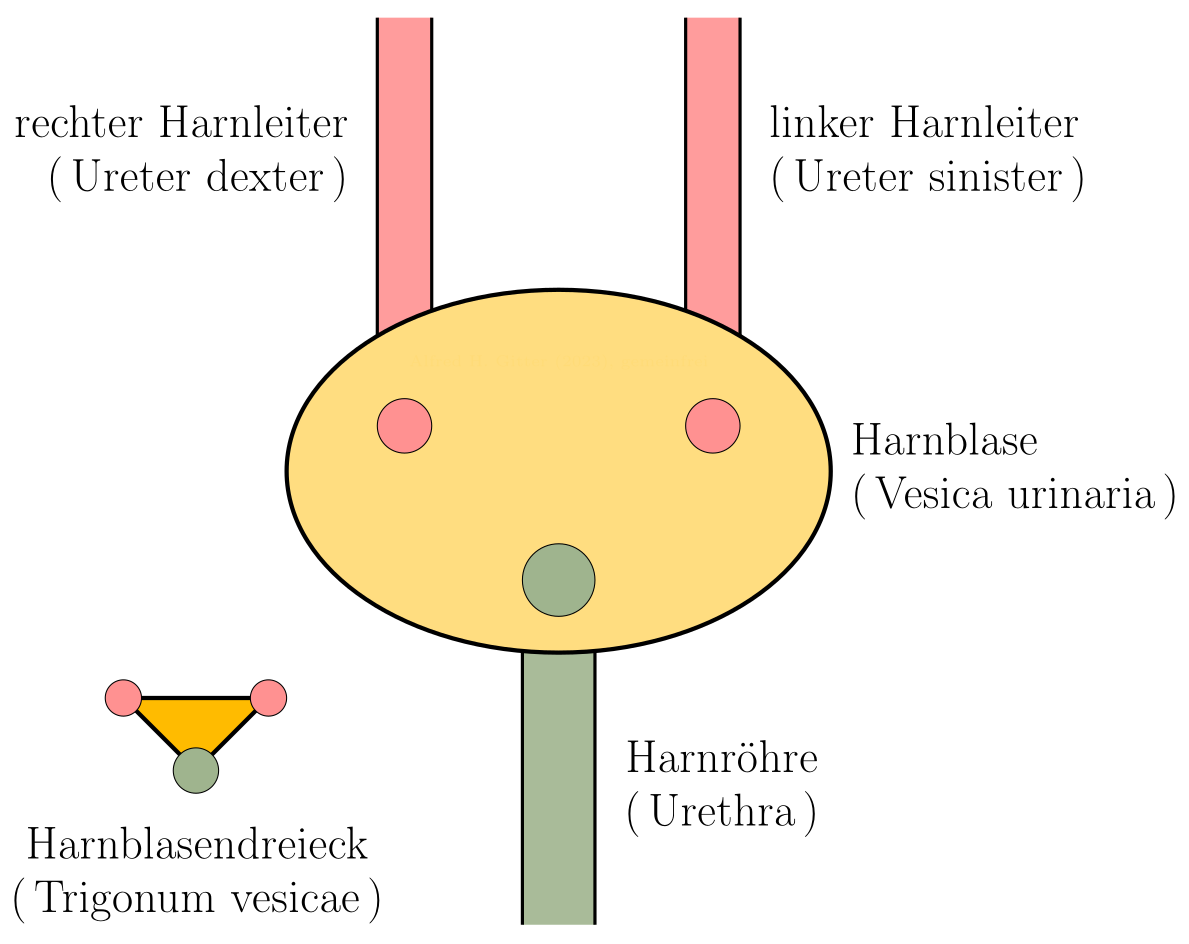
Schema der Harnblase mit Harnleitern, Harnröhre und Trigonum vesicae (Harnblasendreieck)

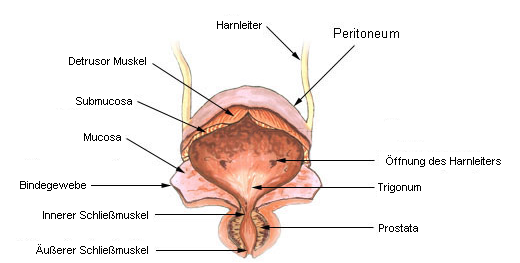
Lage des Trigonum vesicae in der Harnblase am Blasengrund

Das Trigonum vesicae (von lateinisch trigonum ‚Dreieck‘ und vesica ‚Blase‘), Harnblasendreieck oder Blasendreieck (englisch bladder trigone), früher auch Lieutaud-Dreieck genannt, ist ein etwa dreieckiges faltenfreies Schleimhautfeld am Grund der Harnblase (Vesica urinaria).
Das Harnblasendreieck liegt zwischen den beiden Harnleitermündungen (Ostia ureterum) und der inneren Öffnung der Harnröhre (Ostium urethrae internum) am Blasengrund (Fundus vesicae), die seine drei Ecken markieren. Dorsal wird es von der Plica interureterica begrenzt, während der ventrale Winkel des Harnblasendreiecks bis in den Abgang der Harnröhre im Blasenhals (Cervix vesicae) reicht. Hier wird die Spitze des Blasendreiecks durch einen längsgestellten Wulst in der Harnröhrenhinterwand als Blasenzäpfchen, Uvula vesicae, vorgewölbt. Im Unterschied zur nur locker mit der darunter gelegenen Muskelschicht verbundenen Schleimhaut der übrigen Harnblase ist die Schleimhaut im Bereich des Harnblasendreiecks straff mit der Muskulatur verwachsen und bildet so bei der Miktion eine Abflussrinne am Blasengrund.  Die glatte Oberfläche im Trigonum vesicae erscheint lichtspiegelnd auffällig blass, sie zeigt eine gegenüber der übrigen Blasenschleimhaut verstärkte Gefäßzeichnung.